# Никифоров, Василий Семёнович
Василий Семенович Никифоров (укр. Васи́ль Семе́нович Нікі́форов; 4 августа 1954, Павловка — 7 марта 2015, Винница) — украинский военный. Генерал-лейтенант. Занимал должность заместителя командующего Воздушных Сил по авиации — начальником авиации Воздушных Сил Вооруженных Сил Украины, военный летчик-снайпер.

## Биография
Родился 4 августа 1954 года в селе Павловка Калиновского района Винницкой области. В 1975 году окончил Черниговское Высшее военное авиационное училище летчиков. Окончил Военно-воздушную академию имени Юрия Гагарина (1989) и Национальную академию обороны Украины (2008).
В 1975-1986 годах  проходил военную службу на должностях летчика, старшего летчика, командира авиационного звена, заместителя командира авиационной эскадрильи, командира авиационной эскадрильи, начальника штаба — заместителя командира авиационного полка, заместителя командира по летной подготовке авиационного полка.
С 1989 года занимал должности командира истребительного авиационного полка, заместителя командира Южного района противовоздушной обороны по авиации — начальника отдела авиации, начальника отдела боевой подготовки — заместителя начальника боевой подготовки и вузов авиационного корпуса, старшего инспектора-летчика авиационного корпуса, заместителя командира Воздушного командования Воздушных сил Вооруженных сил Украины по авиации — начальника аппарата управления авиации Воздушного командования «Юг» Воздушных сил Вооруженных сил Украины, начальника управления подготовки и применения авиации — заместителя начальника авиации аппарата начальника авиации командования Воздушных сил Вооруженных сил Украины, заместителя командующего Воздушных Сил ВС Украины по боевой подготовке и высших учебных заведений - начальника управления боевой подготовки командования Воздушных сил Вооруженных сил Украины.
В 2007-2015 годах — заместитель командующего Воздушных Сил по авиации — начальника авиации Воздушных Сил ВС Украины. Был членом межведомственной рабочей группы по вопросам улучшения подготовки летного состава, обеспечения надлежащего уровня технического состояния и безопасности полетов воздушных судов государственной авиации.
С 2014 года воевал на Востоке Украины, стал болеть и после обследования в военном госпитале, где ему поставили неутешительный диагноз рак, лечился в Израиле. 7 марта 2015 — умер в Винницком военно-медицинском клиническом центре.
Похоронен 9 марта 2015 на Таировском кладбище в Одессе.

## Награды
- Орден Богдана Хмельницкого I степени  (9 апреля 2015 году, посмертно) — «за личное мужество и высокий профессионализм, проявленные в защите государственного суверенитета и территориальной целостности Украины, верность военной присяге»[6];
- Орден Богдана Хмельницкого II степени (6 декабря 2013) — «за значительный личный вклад в укрепление обороноспособности Украинского государства, образцовое выполнение воинского долга, высокий профессионализм и по случаю Дня Вооруженных Сил Украины» [7];
- Орден Богдана Хмельницкого III степени (28 августа 2009) — «за весомый личный вклад в развитие транспортной системы Украины, повышение эффективности использования авиационного транспорта, обеспечение перевозки грузов и пассажиров, высокий профессионализм»[8];
- Медаль «За безупречную службу» III степени (23 ноября 1998) — «за образцовое выполнение воинского долга, достижение высоких показателей в боевой и профессиональной подготовке»[9];
- Медаль «Защитнику Отчизны»[10][11];
- Отличия Министерства обороны Украины — «Ветеран военной службы», медаль «10 лет Вооруженным Силам Украины», медаль «15 лет Вооруженным Силам Украины»[10][11];
- Медали СССР — «За боевые заслуги», «60 лет Вооруженных Сил СССР», «70 лет Вооруженных Сил СССР», «За безупречную службу» I, II и III степеней[10][11].